# Станиер, Джон Уилфред
Сэр Джон Уилфред Станиер (англ. Sir John Wilfred Stanier; 6 октября 1925 — 10 ноября 2007) — британский военачальник, фельдмаршал (1985).

## Биография
Сын управляющего фермой. Окончил колледж в Оксфорде в 1943 году.

## Служба на офицерских должностях
В 1943 году добровольцем был зачислен в Британские Вооружённые Силы. Несмотря на то, что руководило желание принять участие в боевых действиях, до окончания Второй мировой войны он служил в различных учебных и тыловых подразделениях и не смог участвовать в боях. В 1946 году он зачислен в 7-й Королевский гусарский полк, вместе с которым служил в Италии, Западной Германии и в Гонконге.
В 1957 году окончил Штабной колледж в Кемберли, назначен помощником первого заместителя Имперского Генерального штаба. Затем окончил Объединённый штабной колледж и командовал танковым подразделением в Британской Рейнской Армии в Федеративной Республике Германии. Некоторое время был директором исследований в штабном колледже в Кэмберли. С 1966 года — командир Королевского Шотландского Грейвского полка. С 1968 года служил в штабе Имперского колледжа обороны.

## Служба на генеральских должностях
С 1969 года — командир 20-й бронетанковой бригады в Британской Рейнской Армии, бригадир. С 1971 года — Директор по связям с общественностью в Министерстве обороны Великобритании. Этот период службы сделал его очень известным, поскольку Станиеру тогда удалось переломить ситуацию негативного отношения военных к журналистам. Он добивался прекращения излишней закрытости, предъявления журналистам искаженных или неверных фактов. Он сам показывал пример сотрудничества с прессой и телевидением, комментируя важные военные события, как позитивные, так и негативные. Такого же подхода он придерживался и в последующем. С 1973 года командовал 1-й бронетанковой дивизией, генерал-майор. В 1975 году в третий раз вернулся на службу в штабной колледж в Кэмберли, но теперь он был уже его директором. С 1978 года — первый заместитель начальника Генерального Штаба Великобритании. С 1981 года — Главнокомандующий Сухопутными войсками Великобритании, генерал, руководил подготовкой и отправкой подразделений для участия в Фолклендской войне. С 1982 года — начальник Генерального штаба Британской армии. В 1985 году уволен в отставку, одновременно с увольнением произведён в фельдмаршалы. Станиер был первым лицом, удостоенным этого высшего воинского звания в Великобритании в XX столетии (не считая особ королевской крови и глав иностранных государств, присвоение звания которым носило почётный характер), но при этом никогда не участвовал в боевых действиях. Хотя в период его командования полком, когда один батальон был переброшен в Северную Ирландию в период обострения конфликта в Северной Ирландии, Станиер прибыл к своему батальону и находился там несколько недель, но в военных операциях ему участвовать не пришлось.

## После военной службы
С 1986 года по 1989 год Станиер возглавлял Королевский Объединённый институт оборонных исследований, а в 1990—1996 годах находился на почётной должности констебля Лондонского Тауэра. Тогда же написал книгу о взаимодействии армии и средств массовой информации. Был членом руководства многочисленных благотворительных и образовательных общественных организаций. Проживал в графстве Гэмпшир.
Женат, имел четверых дочерей. Увлекался парусным спортом и верховой ездой.

## Награды
- Рыцарь Большого креста ордена Бани (GCB, 1982)
- Кавалер ордена Бани (КСВ, 1978)
- Член ордена Британской империи (МВЕ, 1961)